# جرج پواژ
جرج پواژ (انگلیسی: George Poage; ۶ نوامبر ۱۸۸۰ – ۱۱ آوریل ۱۹۶۲) ورزشکار دو و میدانی اهل ایالات متحده آمریکا بود.